# St. Shott's
St. Shott's es un pueblo canadiense situado en la provincia de Terranova y Labrador.

## Superficie
St. Shott's tiene una superficie de 1,07 km².

## Demografía
En 2021, tenía 55 habitantes, una densidad poblacional de 51,3 hab./km², y 50 viviendas.